# Mathgamain mac Cennétig
Mathgamain mac Cennétig (exécuté en 976) roi de Munster de 969 à 976 il est le frère aîné de Brian Bóruma.

## Origine
Mathgamain est le fils aîné de Cennétig mac Lorcáin il appartient au Dál gCais un clan rival des Eóganachta antagonistes qui se disputaient la souveraineté du Munster. Son père Cennétig lors de sa mort en 951 et est nommé roi de Tuadmumu il a comme successeur son frère Mathgamain Lachtna, qui meurt en 953 sans porter de titre spécifique.

## Règne
Après avoir enregistré la mort de Donnchad mac Cellacháin en 963, les Annales d'Ulster désignent, Mathgamain comme « roi de Cashel » dès 967 lorsqu’il défait Ivarr de Limerick dans la célèbre Bataille de Sulcoit (en) avant de piller et de brûler Limerick 
Cependant il semble n’être devenu roi de Munster qu’après avoir en 969 vaincu et obtenu des otages de Máelmuad mac Brain son concurrent des Eóganachta Raithlind  En 976 Mathgamain Mathgamain est capturé par Donnubán mac Cathail, roi des Uí Fidgenti, avec qui le Dál gCais rivalisait pour le contrôle du territoire, et qui avait fait alliance avec Ivarr de Limerick Malgré la garantie des anciens de Munster Donnubán livre son prisonnier à son puissant allié Máelmuad mac Brain, l’ancien prétendant qui avait repris la lutte en 974. Máelmuad fait exécuter Mathgamain et règne pendant deux ans sur le Munster 

Mathgamain a comme successeur à la tête des Dál gCais son frère Brian Boru qui dès l’année suivante le venge en tuant Ivarr de Limerick et deux de ses fils.

## Postérité
Mathgamain d’une union inconnu laisse au moins un fils
- Aed qui est emprisonné en 980 par son oncle Brian Boru[9] et qui meurt en 1011[10]